# Grand Canyon University Men's Volleyball 2023
Questa voce raccoglie le informazioni riguardanti la Grand Canyon University Men's Volleyball nella stagione 2023.

## Stagione
La Grand Canyon University partecipa per la sesta volta alla MPSF: ottiene un quarto posto in regular season, superando la Pepperdine ai quarti di finale del torneo di conference, prima essere sconfitta in semifinale dalla UC Los Angeles.
Gli Antelopes accedono comunque per la prima volta nella loro storia al torneo NCAA Division I grazie al quinto posto nel ranking totale, venendo però eliminati già ai quarti di finale dalla CSU Long Beach.

## Organigramma societario
Area direttiva
- Presidente: Jamie Boggs

Area tecnica
- Allenatore: Matthew Werle
- Assistente allenatore: Matthew August
- Assistente laureato: Peter Russell
- Assistente allenatore volontario: Bryan Dell'Amico
- Assistente allenatore speciale: Ethan Rucker
- Preparatore atletico: Jacob Lawrence

## Rosa
| N° | Nome                   | Ruolo | Data di nascita   | Nazionalità sportiva | Anno      |
| -- | ---------------------- | ----- | ----------------- | -------------------- | --------- |
| 1  | Camden Gianni          | O     | 12 novembre 1999  | Stati Uniti          | Junior    |
| 2  | Karter Rogers          | S     | -                 | Stati Uniti          | Sophomore |
| 3  | Chibuike Obi           | C     | -                 | Stati Uniti          | Junior    |
| 4  | Aidan Case             | P     | -                 | Stati Uniti          | Freshman  |
| 5  | Chase Gianni           | S     | -                 | Stati Uniti          | Freshman  |
| 6  | Jonah Gilbert          | O     | 12 giugno 2003    | Stati Uniti          | Freshman  |
| 7  | Nicholas Slight        | P     | 31 luglio 2001    | Stati Uniti          | Sophomore |
| 8  | Cameron Thorne         | C     | 23 marzo 2004     | Stati Uniti          | Freshman  |
| 9  | Troy Culp              | C     | -                 | Stati Uniti          | Senior    |
| 10 | Jaxon Herr             | P     | -                 | Stati Uniti          | Freshman  |
| 11 | Christian Janke        | S     | 10 dicembre 1999  | Stati Uniti          | Senior    |
| 12 | Grayson Browning       | S     | -                 | Stati Uniti          | Senior    |
| 13 | Cole Udall             | L     | -                 | Stati Uniti          | Senior    |
| 14 | Jacob Guerber          | C     | -                 | Stati Uniti          | Junior    |
| 15 | Cooper Herndon         | L     | -                 | Stati Uniti          | Sophomore |
| 16 | Jackson Hickman        | S     | 30 ottobre 2000   | Stati Uniti          | Junior    |
| 18 | Matthew Meeker-Hackett | C     | -                 | Stati Uniti          | Freshman  |
| 19 | Jack Palmer            | S     | 15 settembre 2002 | Stati Uniti          | Sophomore |
| 20 | Carson Brandt          | O     | -                 | Stati Uniti          | Junior    |
| 21 | Colin Lovejoy          | C     | 7 dicembre 1999   | Stati Uniti          | Senior    |
| 22 | Jordan Lucas           | S     | -                 | Stati Uniti          | Freshman  |
| 23 | Rico Wardlow           | C     | 20 marzo 2001     | Stati Uniti          | Junior    |
| 24 | Nicholas Bentlage      | C     | -                 | Stati Uniti          | Freshman  |
| 25 | Jacob Ceci             | S     | -                 | Stati Uniti          | Freshman  |

## Mercato
| Acquisti | Acquisti       | Acquisti               | Acquisti   |
| R.       | Nome           | da                     | Modalità   |
| -------- | -------------- | ---------------------- | ---------- |
| S        | Jacob Ceci     | Coronado HS            | definitivo |
| S        | Jordan Lucas   | Los Altos HS           | definitivo |
| P        | Jaxon Herr     | Sandra Day O'Connor HS | definitivo |
| S        | Jack Palmer    | Brigham Young          | definitivo |
| C        | Cameron Thorne | South Broward HS       | definitivo |
| C        | Rico Wardlow   | Purdue Fort Wayne      | definitivo |

| Cessioni | Cessioni      | Cessioni      | Cessioni   |
| R.       | Nome          | a             | Modalità   |
| -------- | ------------- | ------------- | ---------- |
| C        | Isaiah Harris | -             | ritirato   |
| P        | Heath Hughes  | Brigham Young | definitivo |
| O        | Hugo Fischer  | VDK Gent      | definitivo |
| C        | Kyle Thompson | -             | ritirato   |

## Statistiche

### Statistiche di squadra
| Competizione         | Punti | In casa | In casa | In casa | In trasferta | In trasferta | In trasferta | Campo neutro | Campo neutro | Campo neutro | Totale | Totale | Totale |
| Competizione         | Punti | G       | V       | P       | G            | V            | P            | G            | V            | P            | G      | V      | P      |
| -------------------- | ----- | ------- | ------- | ------- | ------------ | ------------ | ------------ | ------------ | ------------ | ------------ | ------ | ------ | ------ |
| MPSF NCAA Division I | .733  | 19      | 16      | 3       | 7            | 4            | 3            | 4            | 2            | 2            | 30     | 22     | 8      |
| Totale               | .733  | 19      | 16      | 3       | 7            | 4            | 3            | 4            | 2            | 2            | 30     | 22     | 8      |

G = partite giocate; V = partite vinte; P = partite perse

### Statistiche dei giocatori
| Giocatore         | MPSF NCAA Division I | MPSF NCAA Division I | MPSF NCAA Division I | MPSF NCAA Division I | MPSF NCAA Division I | Totale | Totale | Totale | Totale | Totale |
| Giocatore         | P                    | PT                   | AV                   | MV                   | BV                   | P      | PT     | AV     | MV     | BV     |
| ----------------- | -------------------- | -------------------- | -------------------- | -------------------- | -------------------- | ------ | ------ | ------ | ------ | ------ |
| N. Bentlage       | 1                    | 3                    | 2                    | 0                    | 1                    | 1      | 3      | 2      | 0      | 1      |
| C. Brandt         | 2                    | 0                    | 0                    | 0                    | 0                    | 2      | 0      | 0      | 0      | 0      |
| G. Browning       | 3                    | 18,5                 | 14                   | 1,5                  | 3                    | 3      | 18,5   | 14     | 1,5    | 3      |
| A. Case           | 1                    | 0                    | 0                    | 0                    | 0                    | 1      | 0      | 0      | 0      | 0      |
| T. Culp           | 3                    | 7                    | 5                    | 2                    | 0                    | 3      | 7      | 5      | 2      | 0      |
| Ca. Gianni        | 25                   | 307,5                | 248                  | 17,5                 | 42                   | 25     | 307,5  | 248    | 17,5   | 42     |
| Ch. Gianni        | 0                    | 0                    | 0                    | 0                    | 0                    | 0      | 0      | 0      | 0      | 0      |
| J. Gilbert        | 11                   | 93                   | 76                   | 13                   | 4                    | 11     | 93     | 76     | 13     | 4      |
| J. Guerber        | 6                    | 19,5                 | 10                   | 8,5                  | 1                    | 6      | 19,5   | 10     | 8,5    | 1      |
| C. Herndon        | 22                   | 4                    | 0                    | 0                    | 4                    | 22     | 4      | 0      | 0      | 4      |
| J. Herr           | 5                    | 5                    | 2                    | 1                    | 2                    | 5      | 5      | 2      | 1      | 2      |
| J. Hickman        | 29                   | 372                  | 319                  | 30                   | 23                   | 29     | 372    | 319    | 30     | 23     |
| C. Janke          | 30                   | 351                  | 293                  | 32                   | 26                   | 30     | 351    | 293    | 32     | 26     |
| C. Lovejoy        | 12                   | 46,5                 | 34                   | 12,5                 | 0                    | 12     | 46,5   | 34     | 12,5   | 0      |
| J. Lucas          | 30                   | 9,5                  | 9                    | 0,5                  | 0                    | 30     | 9,5    | 9      | 0,5    | 0      |
| M. Meeker-Hackett | 1                    | 3                    | 3                    | 0                    | 0                    | 1      | 3      | 3      | 0      | 0      |
| C. Obi            | 4                    | 9                    | 6                    | 3                    | 0                    | 4      | 9      | 6      | 3      | 0      |
| J. Palmer         | 1                    | 2                    | 2                    | 0                    | 0                    | 1      | 2      | 2      | 0      | 0      |
| K. Rogers         | 26                   | 42,5                 | 30                   | 1,5                  | 11                   | 26     | 42,5   | 30     | 1,5    | 11     |
| N. Slight         | 29                   | 82                   | 49                   | 22                   | 11                   | 29     | 82     | 49     | 22     | 11     |
| C. Thorne         | 25                   | 138,5                | 93                   | 43,5                 | 2                    | 25     | 138,5  | 93     | 43,5   | 2      |
| C. Udall          | 30                   | 0                    | 0                    | 0                    | 0                    | 30     | 0      | 0      | 0      | 0      |
| R. Wardlow        | 30                   | 244                  | 191                  | 41                   | 12                   | 30     | 244    | 191    | 41     | 12     |

P = presenze; PT = punti totali; AV = attacchi vincenti; MV = muri vincenti; BV = battute vincenti

NB: I muri singoli valgono una unità di punto, mentre i muri doppi e tripli valgono mezza unità di punto; anche i giocatori nel ruolo di libero sono impegnati al servizio